# Homalopetalum
Homalopetalum  (лат.) — род многолетних травянистых растений подтрибы Laeliinae трибы Epidendreae, подсемейства Эпидендровые, семейства Орхидные.
Аббревиатура родового названия — Hom.

## Виды
Список видов по данным The Plant List:
- Homalopetalum alticola (Garay & Dunst.) Soto Arenas
- Homalopetalum hypoleptum (Lindl.) Soto Arenas
- Homalopetalum kienastii (Rchb.f.) Withner
- Homalopetalum leochilus (Rchb.f.) Soto Arenas
- Homalopetalum pachyphyllum (L.O.Williams) Dressler
- Homalopetalum pumilio (Rchb.f.) Schltr.
- Homalopetalum pumilum (Ames) Dressler
- Homalopetalum vomeriforme (Sw.) Fawc. & Rendle